# Eumichtis mohina
Eumichtis mohina är en fjärilsart som beskrevs av Paul Dognin. Eumichtis mohina ingår i släktet Eumichtis och familjen nattflyn. Inga underarter finns listade i Catalogue of Life.